# Invisible Ghost
Invisible Ghost er en amerikansk film fra 1941, som er instrueret af Joseph H. Lewis efter manuskript af Al Martin og Helen Martin.

## Handling
Filmen er en slags thriller med Bela Lugosi i hovedrollen som Charles Kessler, der sørger over sin tilsyneladende afdøde kone. Hun stak af med en anden mand og bilen forulykkede. Konen (spillet af Betty Compson) er imidlertid ikke død, men blev reddet fra ulykken af Kessler-familiens gartner, Jules (spillet af Ernie Adams),og bragt til dennes kælder for at komme sig, inden planen er at hun skal præsteres for sin familie. Desværre begynder hun at forvilde sig ud om natten, og synet af hende, som han tror er død, får Mr. Kessler til at falde i en hypnotisk trance af sorg, hvor han strangulerer den første den bedste, han møder på sin vej.
Ved siden af denne historie kører et trekants-drama mellem Mr. Kesslers datter (spillet af Polly Ann Young), hendes kommende mand, Ralph (spillet af John McGuire), og den nye stuepige (spillet af Terry Walker), der er Ralphs tidligere kæreste, som vil have ham tilbage. Stuepigen bliver Mr. Kesslers første offer og pga. diskussioner mellem hende og Ralph bliver sidstnævnte mistænkt, dømt og henrettet for mordet.
Efter hans død dukker hans bror Paul (som også spilles af John McGuire) op og vil til bunds i sagerne, da han, som de andre i familien (inklusive Mr. Kessler, der dog intet husker om sine natlige mord!), er overbevist om at broderen blev uskyldigt dømt. Dette sker ved hjælp fra politiet, som gennemsøger Kesslers hus, og tager alle under forhør. Under et af disse dukker den "afdøde" kone op, og Mr. Kessler falder i sin trance og afslører derved sig selv.

## Medvirkende
- Bela Lugosi
- John McGuire
- George Pembroke
- Ottola Nesmith
- Fred Kelsey
- Jack Mulhall
- Polly Ann Young